# 极值理论
极值理论是处理与概率分布的中值相离极大的情况的理论，常用来分析概率罕见的情况，如百年一遇的地震、洪水等，在风险管理和可靠性研究中时常用到。极值理论最早由提出Gambul分布的Emil Julius Gambul阐述。极值理论和很多广泛应用的分布如正态分布、威布尔分布相联系。